# Dionysios Vasilopoulos
Dionysios Vasilopoulos (griechisch Διονύσιος Βασιλόπουλος; * 1902 in Alexandria, Khedivat Ägypten; † 1964) war ein griechischer Schwimmer und Wasserballspieler.

## Karriere
Vasilopoulos nahm 1920 erstmals an Olympischen Spielen teil. In Antwerpen erreichte er mit der griechischen Wasserballnationalmannschaft den sechsten Rang. 1923 gewann er bei den Panhellenischen Meisterschaften sechs Titel im Schwimmsport und brach dabei die griechischen Rekorde über 100 m, 400 m, 1500 m und 3000 m Freistil. Im Jahr 1924 folgte seine zweite olympische Teilnahme. Bei den Spielen in Amsterdam scheiterte er in den Wettbewerben über 100 m, 400 m und 1500 m Freistil jeweils im Vorlauf an der Halbfinalqualifikation – dabei brach er erneut den nationalen Rekord über 100 m Freistil. Mit der griechischen Wasserballmannschaft wurde er Zehnter. 1926 gewann er bei den Panhellenischen Meisterschaften drei weitere Titel, 1928 gewann er in einer Disziplin. 